# Iniquis afflictisque
Iniquis afflictisque, O perzekuci církve v Mexiku, je encyklika papeže Pia XI. vyhlášená 18. listopadu 1926, která odsoudila perzekuci křesťanů v Mexiku. Po této encyklice a po povstání kristerů následovaly ještě encykliky Acerba Anima v roce 1932 a Firmissimam Constantiamque v roce 1937 s podobným obsahem ohledně Mexika.
Encyklika popisovala o odsuzovala zásahy státu do věcí víry, zakazování a vyhošťování řeholních společenství, zastrašování věřících a vyvlasťnování církevního majetku. Kněžím byla upírána občanská a politická práva a bylo s nimi nakládáno jako s kriminálníky. Stát měl na základě nových zákonů práva zasahovat do církevní hierarchie, kněžství bylo uznáno za profesi, ale kněz mohl být pouze rodilý Mexičan - zahraniční kněží a misie musely opustit území státu - a jich počet byl omezen stáním nařízením. Kněží jako fyzické osoby nemohli dědit majetek po svých rodičích ani jiných pokrevních příbuzných. Výuka náboženství byla zrušena ve veřejných školách a zakázána i ve školách soukromých. Církevní školy byl zrušeny.
Encyklika odsoudila povinnost pracujícího ve veřejném sektoru (každý učitel, úředník atp.) veřejně prohlásit, že souhlasí s politikou prezidenta a zda souhlasí s tažením proti církvi, většina z nich k takovému prohlášení byla přinucena pod hrozbou ztráty místa. Státní zaměstnanci byli také nuceni s armádou a odbory účastnit se manifestačních pochodů pod vedením jednotné odborové konfederace.